# Яков Серугський
Яків Серугський (сир. ܝܥܩܘܒ ܣܪܘܓܝܐ   , Yaʿquḇ Sruḡāyâ, Classical Syriac pronunciation: [ˌjaˤˈquβ sᵊˌruɣˈɒˌjɒ]; його топонім також пишеться Серуг або Серуг ; лат. Iacobus Sarugiensis ;  прибл. 451 – 29 листопада 521), також званий Мар Яків, один із найвидатніших сирійських поетів - богословів, можливо, лише другий за вшануванням після Єфрема Сирійського і рівний Нарсаю. Якщо його попередник Єфрем, відомий як «Арфа Духа», Яків — «Флейта Духа» в Антіохійському сирійському християнстві. Найбільш відомий своїм дивовижним корпусом із більш ніж семисот віршових гомілій, або mêmrê ( ܡܐܡܖ̈ܐ Classical Syriac pronunciation: [ˈmemˌre] ), з яких наразі відредаговано та опубліковано лише 225.

## Біографія
Яків народився приблизно в середині п'ятого століття в селі Куртам ( ܟܘܪܬܘܡ ) на Євфраті в стародавньому регіоні Серуг, який стояв як східна частина провінції Коммагена (відповідає сучасним курдським районам Суруч і Біречік ). Він здобув освіту у знаменитій школі Едеси і став хорепископом у районі Серуг, обслуговуючи сільські церкви Хаури ( ܚܘܪܐ , Ḥaurâ ). Його перебування на цій посаді розтягнулося на період великих неприємностей для християнського населення Месопотамії через запеклу війну, яку провадив сасанидський імператор Кавад I в межах римських кордонів. Коли 10 січня 503 року місто Аміда (нині Діярбакир ) було захоплено сасанідами після тримісячної облоги, а всі його громадяни віддані мечу чи полонені, паніка охопила весь район, і християнські жителі багато сусідніх міст планували покинути свої домівки і втекти на захід від Євфрату. Листи Якова призвели їх до більш мужнього настрою.
У 519 році Яків був обраний єпископом головного міста регіону, який по-сирійськи називається Baṭnān d-Sruḡ ( ܒܛܢܢ ܕܣܪܘܓ ). Оскільки Яків народився в той самий рік, що й суперечливий Халкедонський собор, він пережив інтенсивні розриви, які розкололи східне християнство, що призвело до того, що більшість мовців сирійською мовою були відокремлені від візантійського спілкування . Незважаючи на те, що імперські переслідування антихалкедонців ставали все більш жорстокими наприкінці життя Якова, він залишався напрочуд мовчазним щодо таких роздільних теологічних і політичних питань. Однак у листуванні Павла, єпископа Едеського, він відкрито висловив невдоволення ходом Халкідону.
З різних збережених описів життя Якова та з числа його відомих творів ми бачимо, що його літературна діяльність була безперервною. Згідно з Бар Гебреєм ( Хрон. Еклз. я 191) він використовував 70 амануенсів і написав усі 760 метричних проповідей, окрім викладів, листів і гімнів різного роду. Про його заслуги як письменника і поета ми тепер цілком можемо судити з видання Поля Беджана вибраних метричних проповідей (Париж 1905–1908), що містить 146 творів. Вони написані скрізь у дванадцятирічному метрі, а опубліковані стосуються переважно біблійних тем, хоча є й вірші на такі теми, як смерть християнських мучеників, падіння ідолів та Перший Нікейський собор .
З прозових творів Якова, яких майже не так багато, найцікавішими є його листи, які проливають світло на деякі події його часу та розкривають його прихильність до міафізитства, яке тоді боролося за панування в сирійських церквах, зокрема в Едесі, над протилежним вченням Несторія .
Католицька церква вважає Якова Серугського святим. Він записаний як такий 29 листопада в останньому виданні « Римського мартиролога » 2004 року (с. 649).

## Праці
Він особливо відомий своїми метричними проповідями у дводесятирічному вірші, про який, за словами Бар Гебрея, він склав понад вісімсот відомих нам.  Лише деякі з них були опубліковані в сучасних перекладах, наприклад, про Симеона Столпника,  про дівоцтво, блуд тощо,  два про Діву Марію, матір Ісуса,  про колісницю, яку описує Єзекіїля  і в серії текстів з англійськими перекладами, що публікуються у видавництві Gorgias Press у серії,  яка також перевидала п’ятитомну публікацію проповідей П. Беджана з додатковим шостим томом додаткових проповідей зібрав С. Брок. Свої перші проповіді він написав у віці двадцяти років.

## Дивіться також
- Східне православ'я
- Східне християнство

## Відповідна література
- Mar Jacobus Sarugensis (1905). Paulus Bedjan (ред.). Homilae selectae Mar-Jacobi Sarugensis (Syriac та French) . Paris: Otto Harrassowitz.
- A Homily of Mar Jacob of Serûgh on the Reception of the Holy Mysteries by Dom Hugh Connolly, OSB
- Ця стаття включає текст з публікації, яка тепер перебуває в суспільному надбанні:
Chisholm, Hugh, ред. (1911). // Encyclopædia Britannica (англ.) (вид. 11-те). Cambridge University Press. {{cite encyclopedia}}: Пропущений або порожній |title= (довідка)
- Iacobus Sarugensis (1952). G Olinder (ред.). Iacobi Sarugensis epistulae quotquot supersunt. Corpus scriptorum Christianorum Orientalium, Scriptores Syri, v. 57. Louvain.
- Schwartz, Daniel L. 2016. Discourses of Religious Violence and Christian Charity: The Christianization of Syria in Jacob of Sarug's On the Fall of the Idols. In Motions of Late Antiquity: Essays on Religion, Politics, and Society in Honour of Peter Brown, edited by Jamie Kreiner and Helmut Reimitz, 129–49. Turnhout, Belgium: Brepols.
- Butts, Aaron Michael. 2016. The Christian Arabic transmission of Jacob of Serugh (D. 521): The Sammlungen. Journal of the Canadian Society for Syriac Studies 16:39-59.
- Müller-Kessler, Christa. 2020. Jacob of Serugh's Homily on the Presentation in the Temple in an Early Syriac Palimpsest (BL, Add 17.137, no. 2). ARAM 32:9–16.